# Gustaaf Boesman
Gustaaf Boesman (Gand, 19 gennaio 1899 – Gand, 15 novembre 1971) è stato un calciatore belga, di ruolo centrocampista.

## Carriera

### Club
Ha sempre giocato nella prima divisione del campionato belga, nella quale ha messo a segno 25 reti in 209 presenze totali.

### Nazionale
Boesman debuttò con la nazionale belga nel 1926, venendo selezionato con la squadra che giocò le Olimpiadi di Amsterdam 1928.